# مدرب صوتي
مدرب صوتي (معروف أيضاً «بمدرب الصوت») وبالإنجليزية "vocal coach" وهو مدرس موسيقى يعلم المغنيين كيفية تحسين أدائهم الغنائي والاهتمام بالصوت وتطويره وإعداده لأداء أغنية أو عمل آخر.